# Alternanthera philippo-coburgii
Alternanthera philippo-coburgii là loài thực vật có hoa thuộc họ Dền. Loài này được (Zahlbr.) Suess. mô tả khoa học đầu tiên năm 1934.